# Hluboký (tvrz)
Tvrziště Hluboký (též Zelený Důl, u Zeleného Dolu či Lybín) jsou pozůstatky po tvrzi, která stávala poblíž taktéž zaniklé středověké vesnice jižně od Lhoty u Čisté v okrese Rakovník. Po tvrzi se zachovalo pouze okrouhlé tvrziště u malého rybníka jižně od vesnice, poblíž hospodářského dvora Zelený Důl. Od roku 1965 je tvrziště zapsáno jako kulturní památka.

## Historie
Vesnice a tvrz Hluboký existovala ve 13. až 15. století. První písemná zmínka pochází z roku 1275 a objevuje se na seznamu vesnic, které si vyměnili Bohuslav z Buškovic a Sulislav z Trnovan. Dalším známým majitelem byl až roku 1413 Purkart ze Šanova. Vesnice i s tvrzí nejspíše zanikla během husitských válek. Pravděpodobně se tak stalo roku 1421, kdy krajem táhlo vojsko Jana Žižky z bitvy u Žlutic nebo v roce 1424, ve kterém husité bojovali u Kralovic s Hanušem Kolovratem z Krašova. Roku 1430 Purkart ze Šanova prodával kromě jiného pozemky v Hlubokém, ale tvrz ani vesnice se již neuvádí. Ještě roku 1655 bylo známé pomístní jméno lesa Hlubocko. Na místě zaniklé vsi roku 1674 založil Albrecht Jindřich Kolovrat hospodářský dvůr Zelený Důl.

## Stavební podoba
Tvrziště se nachází na severní straně malého Štěpánova rybníka na Křížovském potoce. Patří mezi objekty typu motte tvořené centrálním pahorkem obklopeném příkopem a vnějším valem. Oválný centrální pahorek s vrcholovou plošinou o rozměrech 18 × 15 metrů převyšuje dno příkopu až o 4,5 metru a okolní terén o 2,5 metru. Val porušený mnoha mladšími zásahy je vysoký pouze okolo jednoho metru.

## Galerie

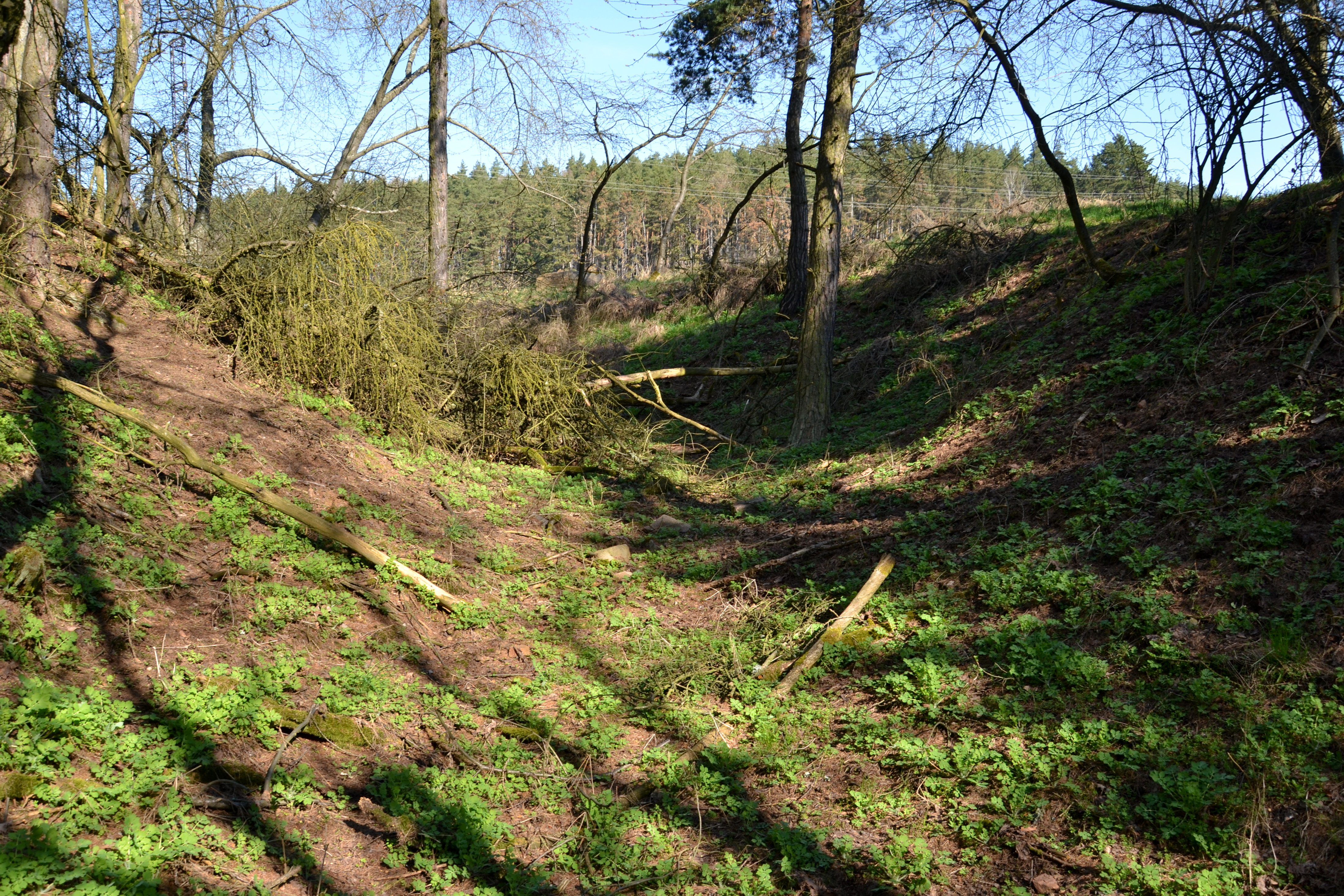
Obvodové opevnění
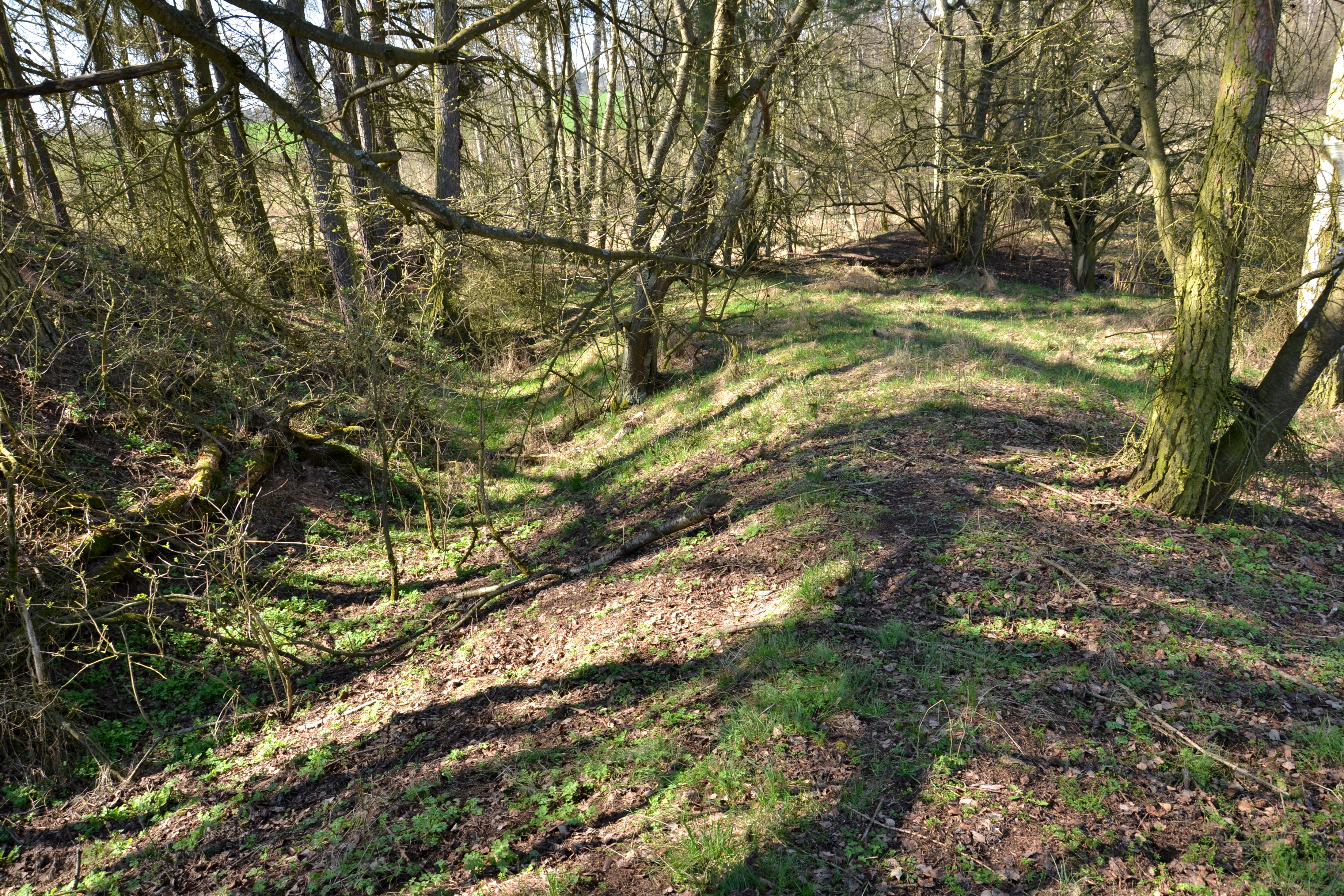
Obvodové opevnění
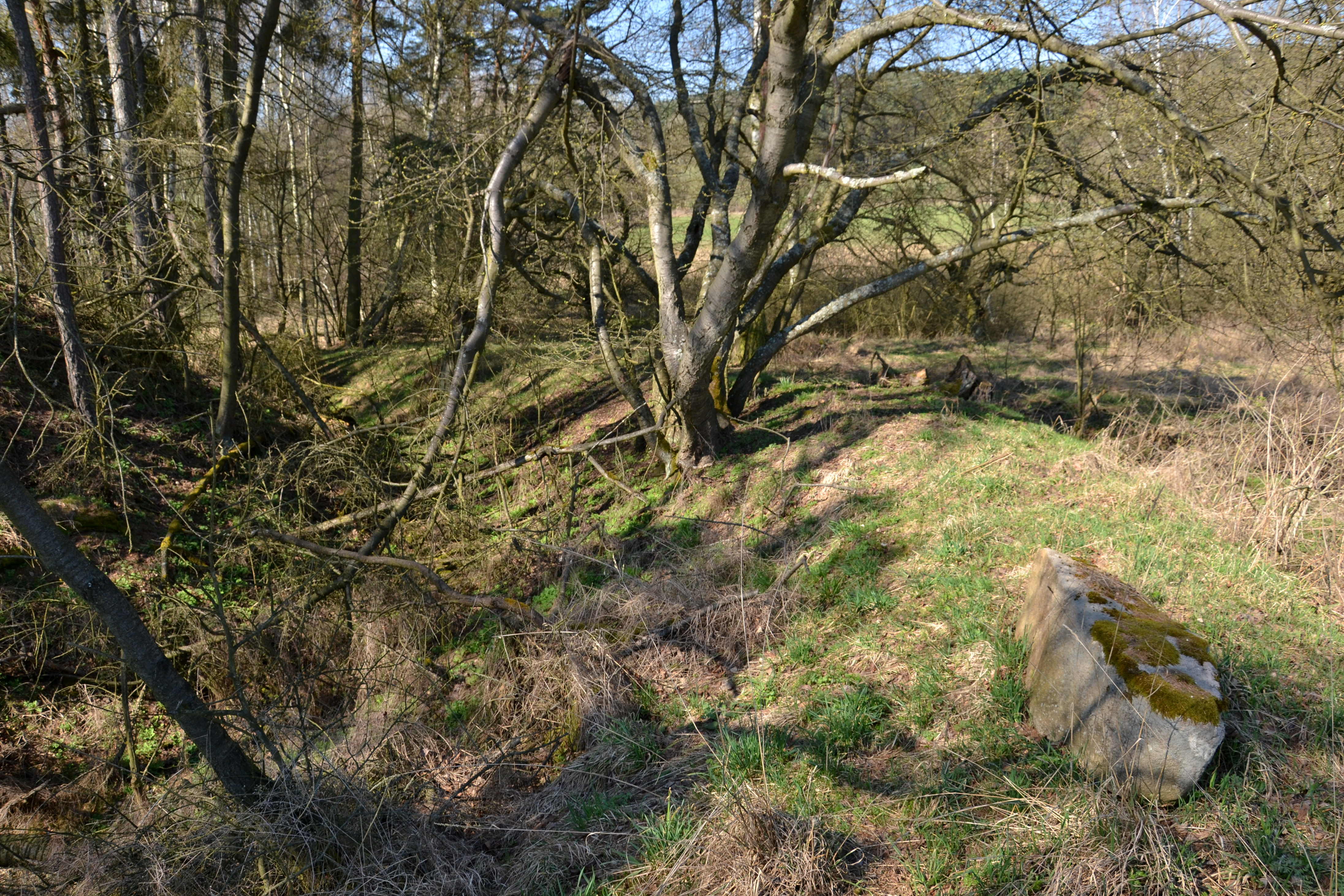
Obvodové opevnění
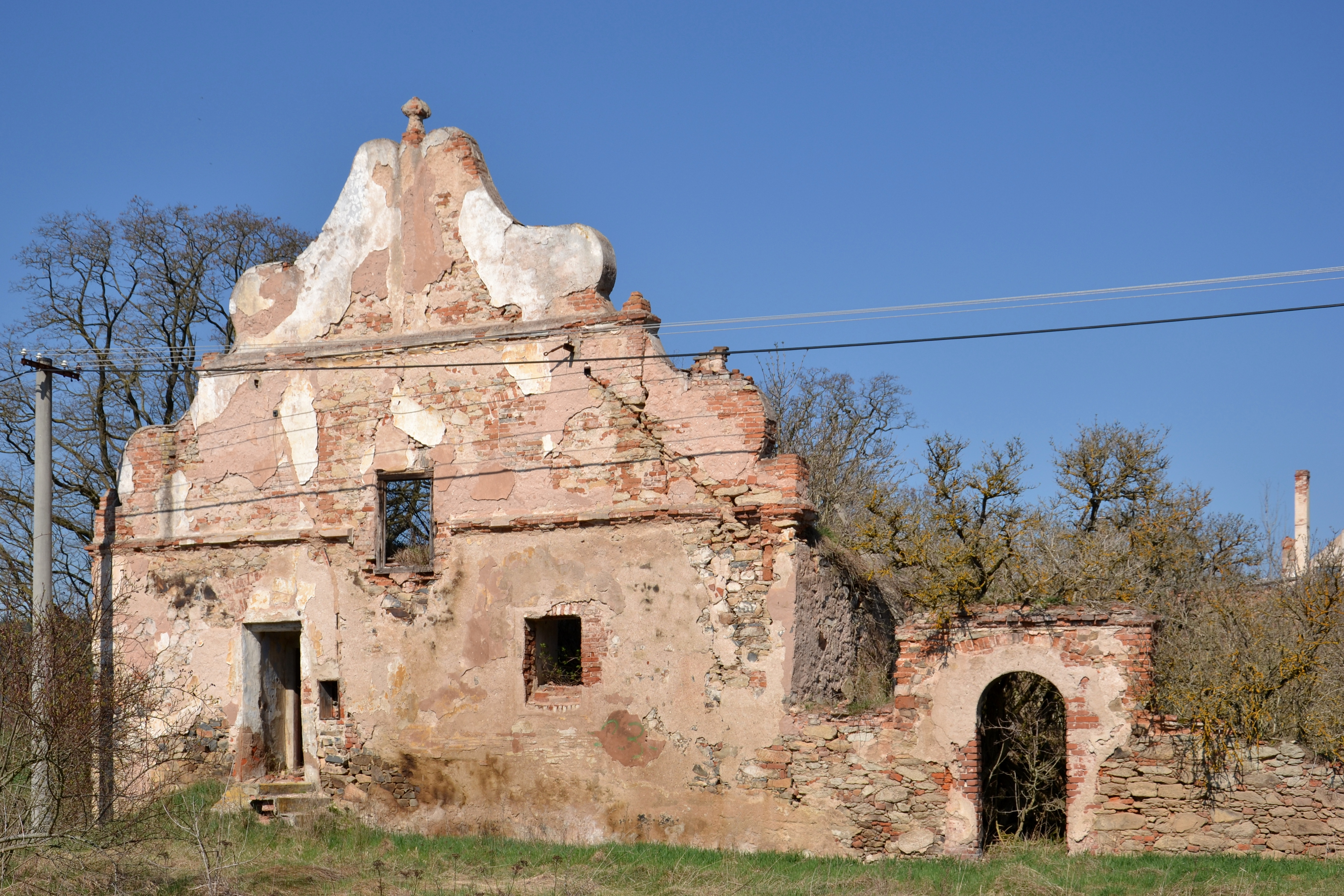
Hospodářský dvůr
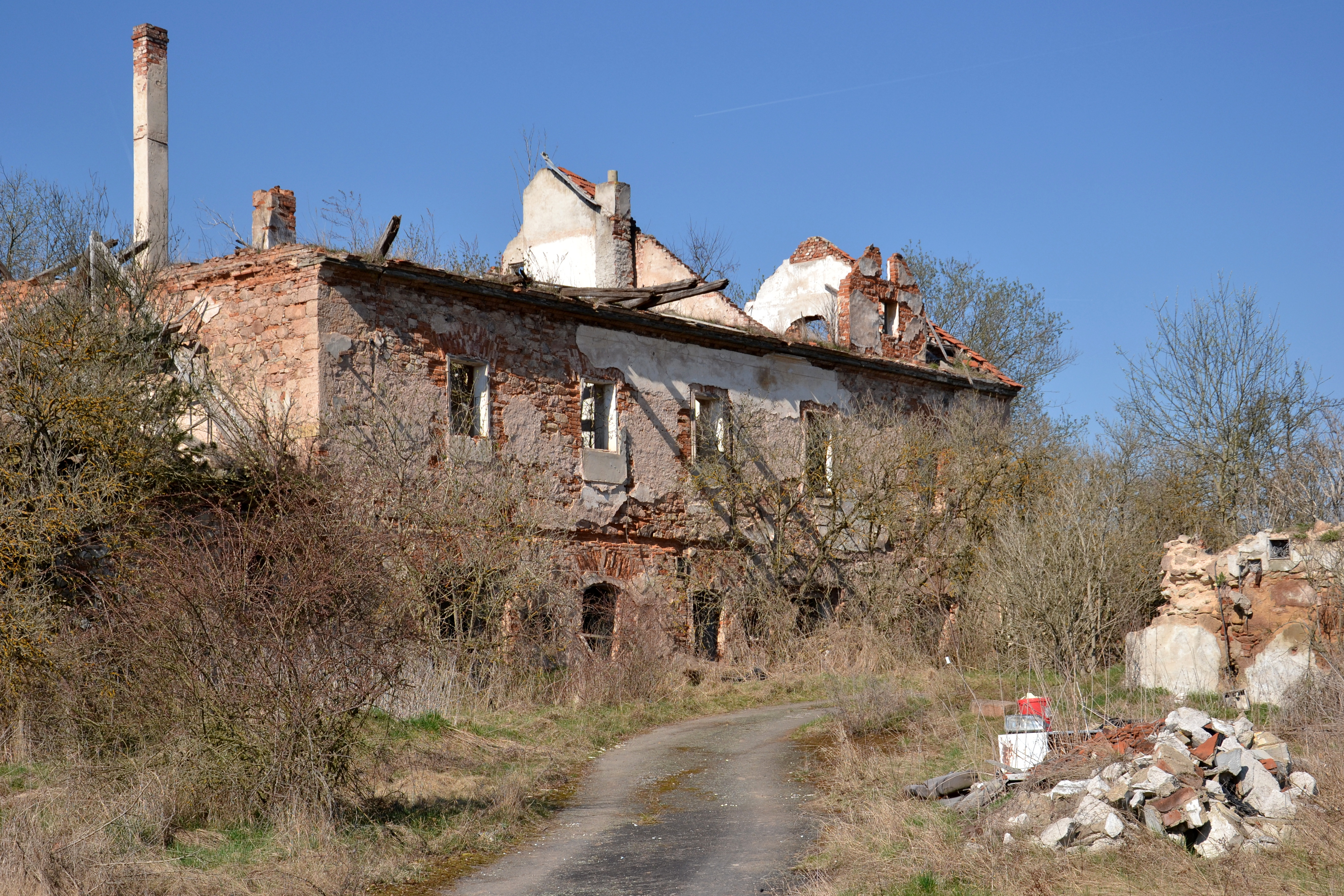
Hospodářský dvůr